# Религиозные войны во Франции
Религиозные войны во Франции (фр. Guerres de Religion, Гугено́тские войны) — серия затяжных гражданских войн между католиками и протестантами (гугенотами), которые раздирали Французское государство при последних королях династии Валуа, с 1562 по 1598 годы. Во главе гугенотов стояли Бурбоны (принц Конде, Генрих Наваррский) и адмирал де Колиньи, во главе католиков — королева-мать Екатерина Медичи и могущественные Гизы. На ход событий во Франции пытались влиять её соседи — королева Англии Елизавета Тюдор поддерживала гугенотов, а король Испании Филипп Габсбург — католиков. Войны закончились восшествием перешедшего в католицизм Генриха Наваррского на французский престол и изданием компромиссного Нантского эдикта (1598).

## Предыстория 1559—1562
Поводом к первой войне послужил Амбуазский заговор и его жестокое подавление Гизами. После прихода к власти Франциска II фактическое руководство страной стал осуществлять род Гизов во главе с герцогом Франсиском де Гизом и его братом кардиналом Шарлем Лотарингским, которые увеличили масштабы преследования гугенотов, введя смертную казнь за тайные религиозные сборища. Был осуждён и повешен советник Парижского парламента кальвинист А. де Бур (1559). Среди высшей французской аристократии было очень сильно недовольство Гизами. 
В 1560 оппозиционеры составили заговор, руководителем которого стал некий перигорский дворянин Ла Реноди. Они хотели захватить короля и арестовать Гизов. Эти события и вошли в историю как Амбуазский заговор. Узнав о попытке переворота, Гизы пошли на уступки: 8 марта 1560 они приняли закон, запрещающий религиозные гонения. Но вскоре Гизы отменили Мартовский эдикт и жестоко расправились с заговорщиками. Принц Людовик Конде был арестован и приговорён к смерти. Его спасла лишь внезапная кончина Франциска II от болезни 5 декабря 1560. Суть самого заговора состояла в том, что раздражённые влиянием Гизов на молодого короля Франциска II и королеву Марию Стюарт (которая была из Гизов по матери), гугеноты, во главе с принцем Конде, планировали выкрасть монарха прямо из Амбуазского замка. 
На престол взошёл несовершеннолетний король Карл IX Валуа, а фактическая власть оказалась в руках его матери Екатерины Медичи. Гизы стали терять влияние, а Людовика Конде освободили и приблизили ко двору. Король Антуан Наваррский был назначен генерал-лейтенантом Французского королевства. Екатерина пыталась проводить политику веротерпимости и примирения между всеми религиозными конфессиями  (Генеральные штаты в Орлеане 1560 и Понтуазе 1561, диспут в Пуасси 1561). 
В январе 1562 был издан Сен-Жерменский (Январский) эдикт, по которому гугеноты могли исповедовать свою веру за городскими стенами или в частных городских домах. Но Гизы и сторонники прежней власти, недовольные уступками протестантам и ростом влияния  Конде, образовали т. н. «триумвират» (Ф. де Гиз — коннетабль Монморанси — Сент-Андре). Триумвиры начали переговоры с католической Испанией о совместной борьбе против протестантов.

## Первая война 1562—1563
1 марта 1562 герцог де Гиз вместе со своими людьми напал на совершавших богослужение гугенотов в местечке Васси в Шампани. Было убито несколько десятков человек и ранено около 100 участников собрания. Триумвиры захватили Карла IX и королеву-мать в Фонтенбло и вынудили их отменить Январский эдикт. После этого Конде и его сподвижник Франсуа д’Андело взяли Орлеан, превратив город в столицу гугенотского сопротивления. Был заключён союз с Англией, где в то время правила королева Елизавета I, оказывавшая активную поддержку протестантам всей Европы, и с германскими протестантскими князьями. 
Триумвиры взяли Руан (май-октябрь 1562), помешав объединению сил англичан и гугенотов в Нормандии; во время этих боёв погиб Антуан Наваррский. Вскоре к Конде прибыло подкрепление из Германии, гугеноты приблизились к Парижу, но неожиданно вернулись обратно в Нормандию. 19 декабря 1562 при Дрё принц Конде был разбит католиками и попал в плен; но протестанты убили вражеского маршала Сент-Андре и взяли в плен коннетабля Монморанси. Возглавивший гугенотов адмирал Гаспар Колиньи вернулся в Орлеан. Франсуа де Гиз осадил город, но неожиданно для всех был убит гугенотом Польтро де Мере. Ослабленные потерей своих лидеров, каждый из которых (Монморанси и Конде) находился в плену у противника, обе партии начали искать мира. Стремилась к этому и королева-мать Екатерина, после смерти Франциска II доверившая управление государством умеренному канцлеру Мишелю де Лопиталю. В марте 1563 лидеры гугенотов и католиков при посредничестве королевы подписали Амбуазский мир, гарантировавший кальвинистам свободу вероисповедания в ограниченном кругу областей и владений. Его условия в главном подтверждали Сен-Жерменский эдикт.

Вожди католиков
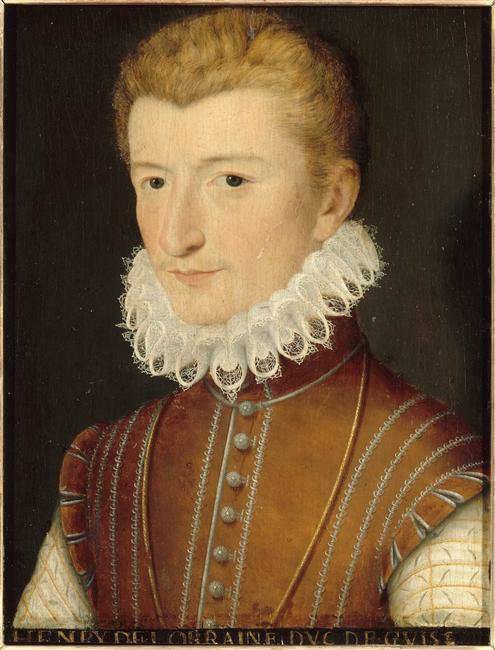
Герцог Генрих де Гиз, принц Жуанвиль
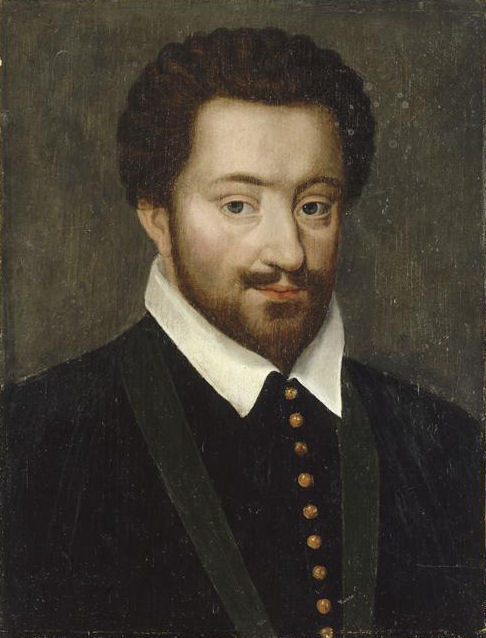
Шарль де Гиз, герцог Майенн
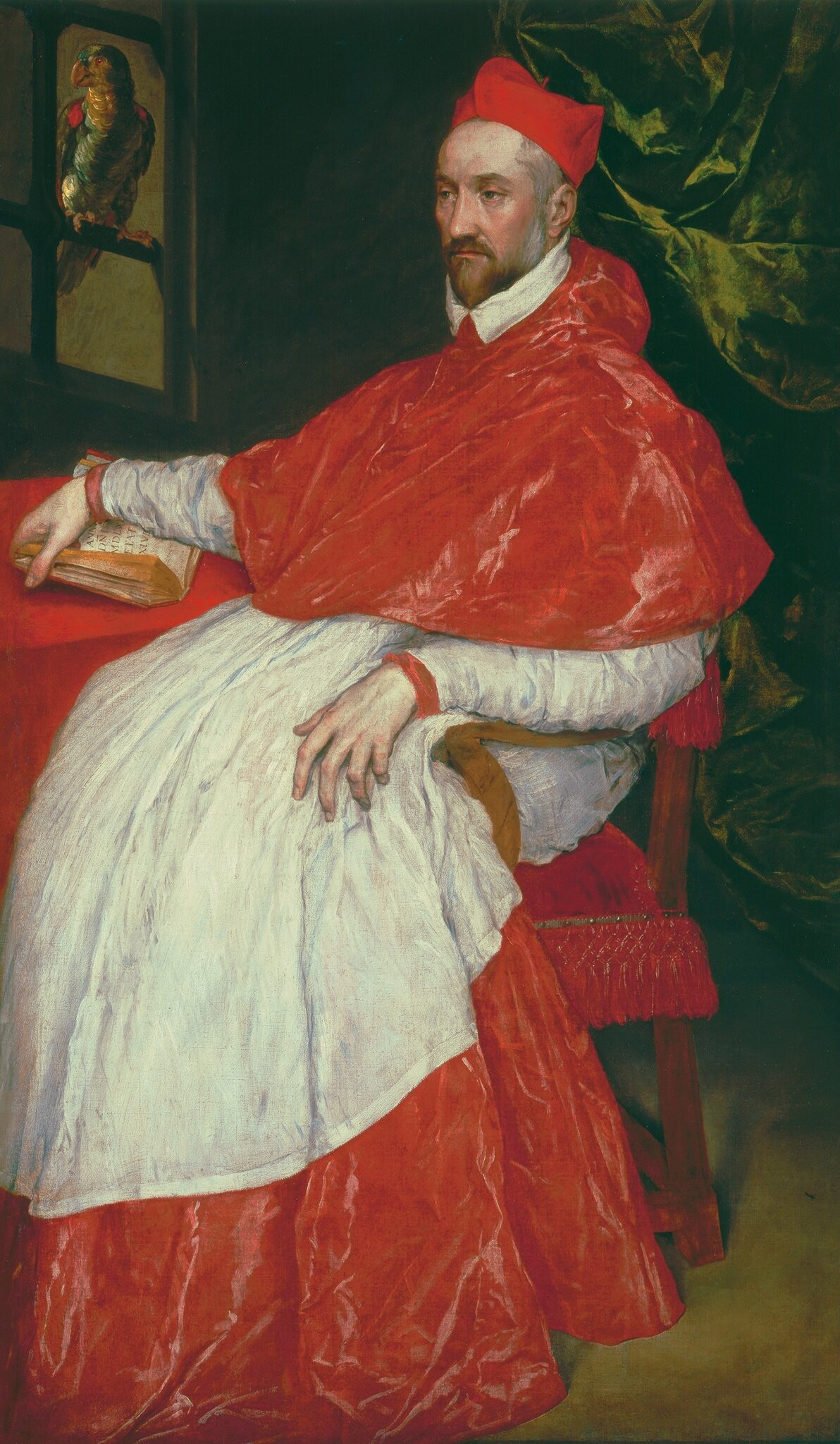
Кардинал Людовик де Гиз
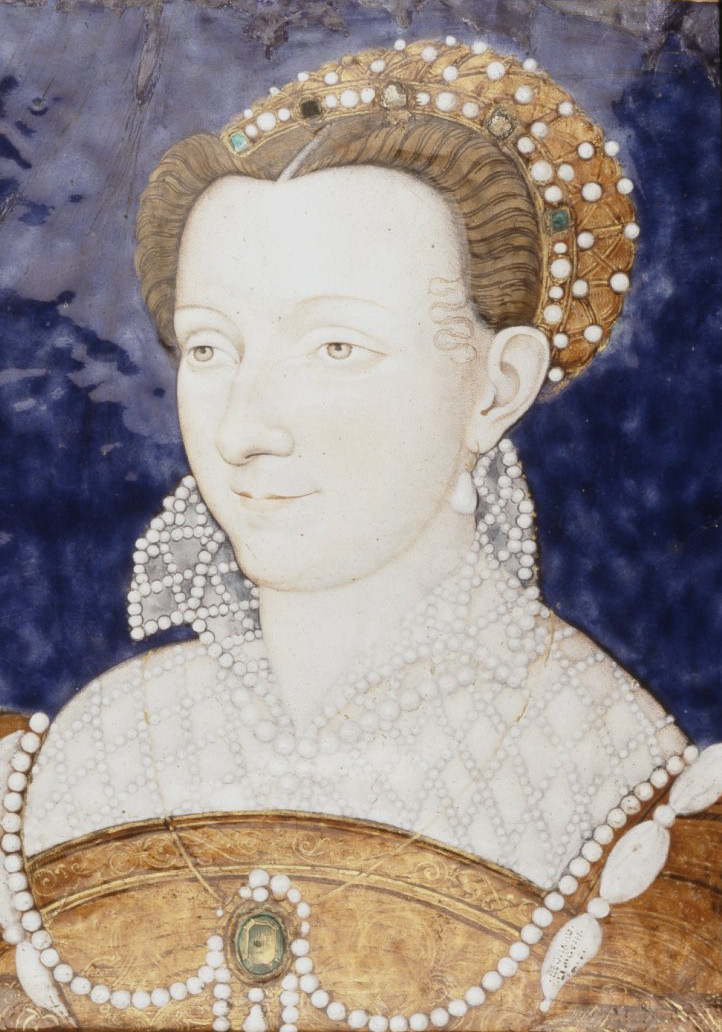
Катрин де Гиз, герцогиня Монпансье

Вожди умеренных
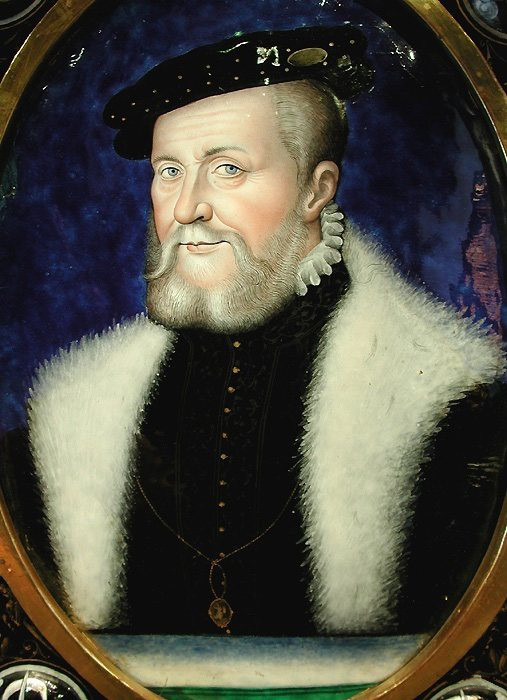
Коннетабль Анн де Монморанси
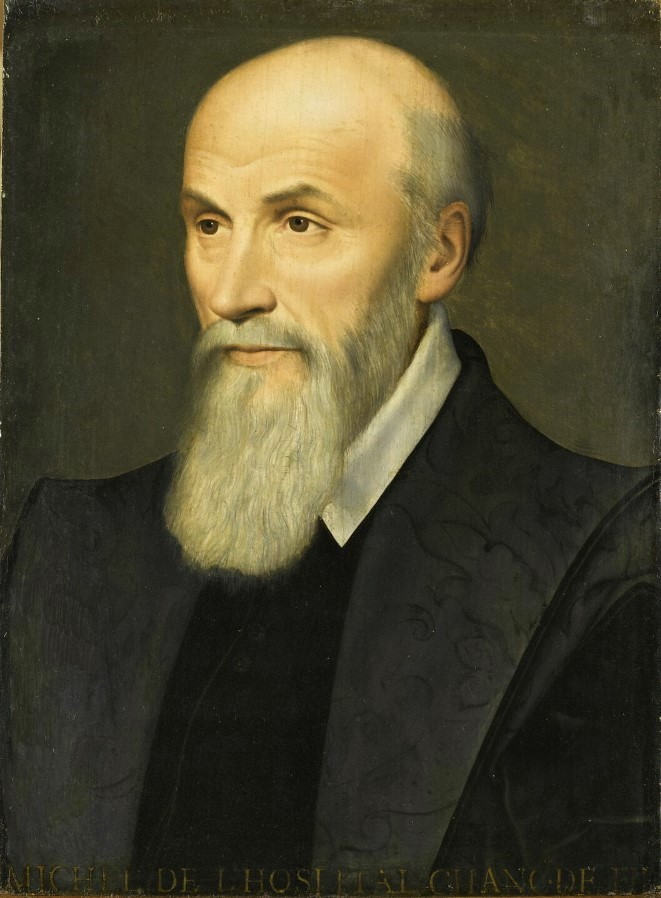
Мишель де л’Опиталь
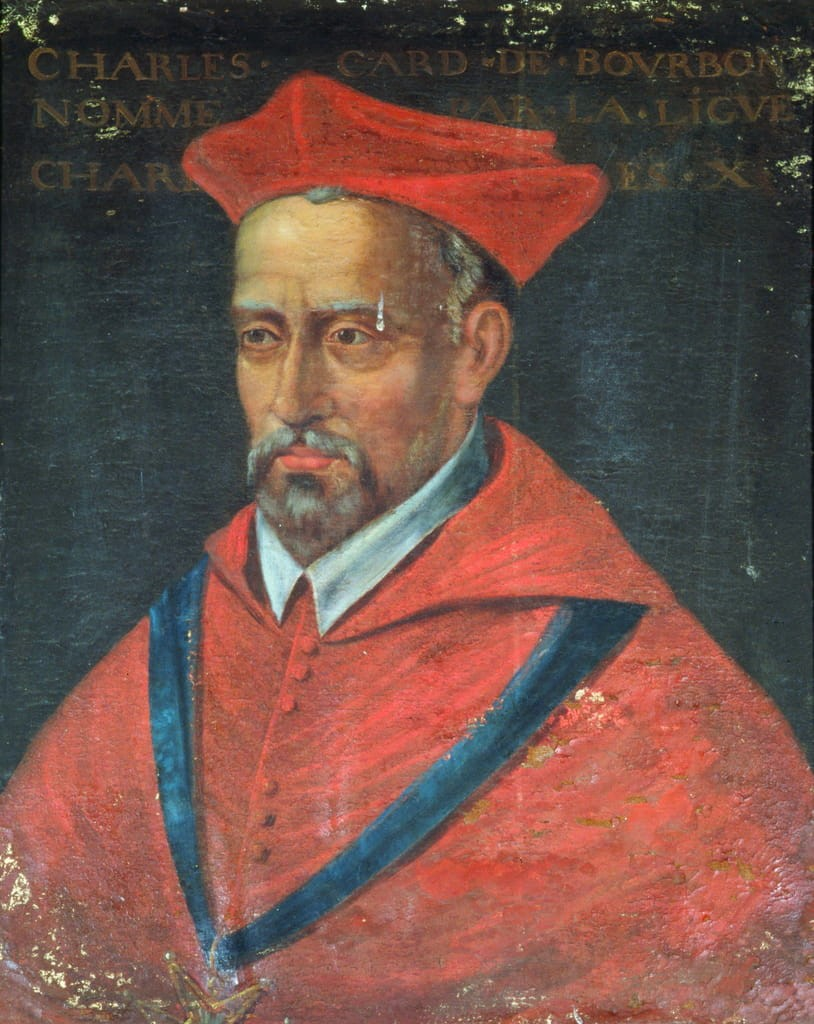
Кардинал Шарль де Бурбон
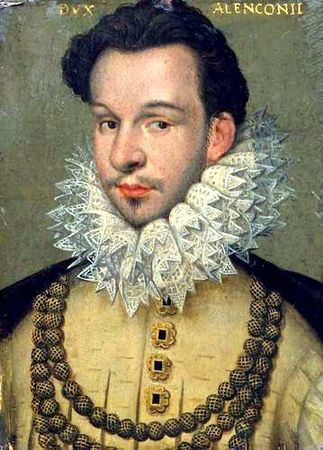
Франсуа Анжуйский

Вожди гугенотов
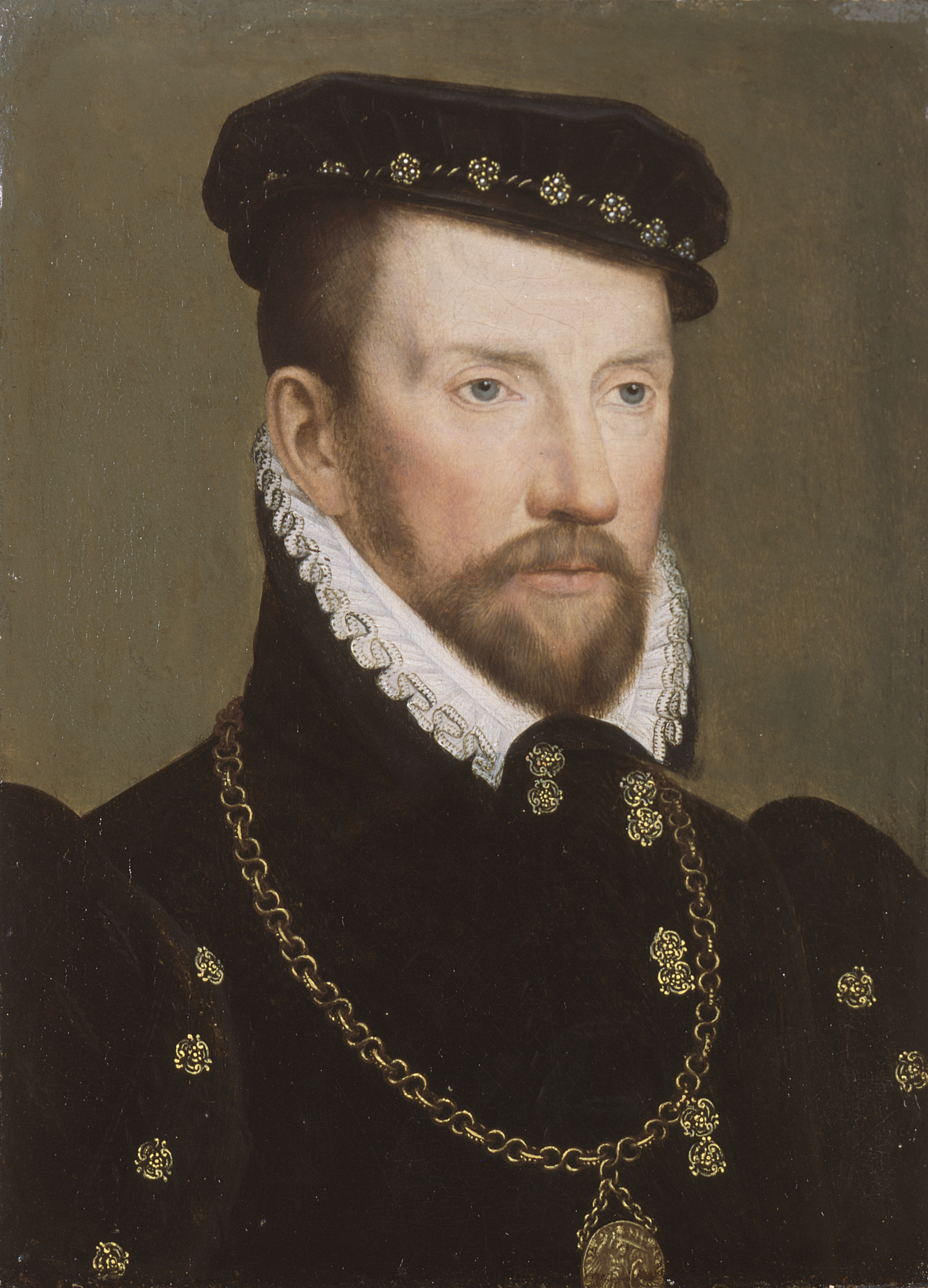
Гаспар де Колиньи
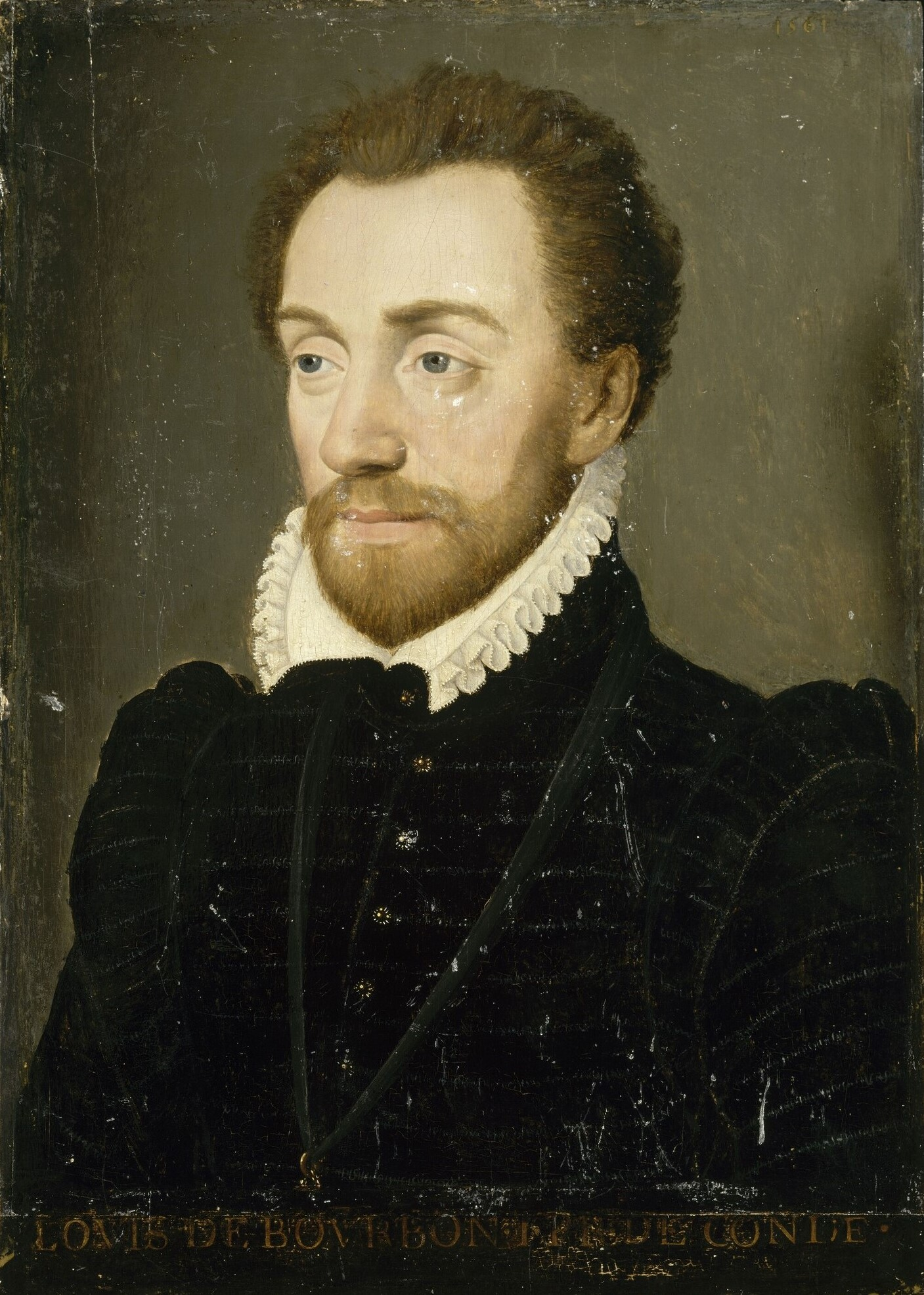
Принц Людовик де Конде
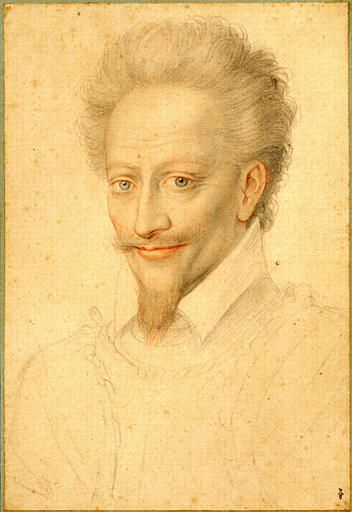
Принц Генрих де Конде
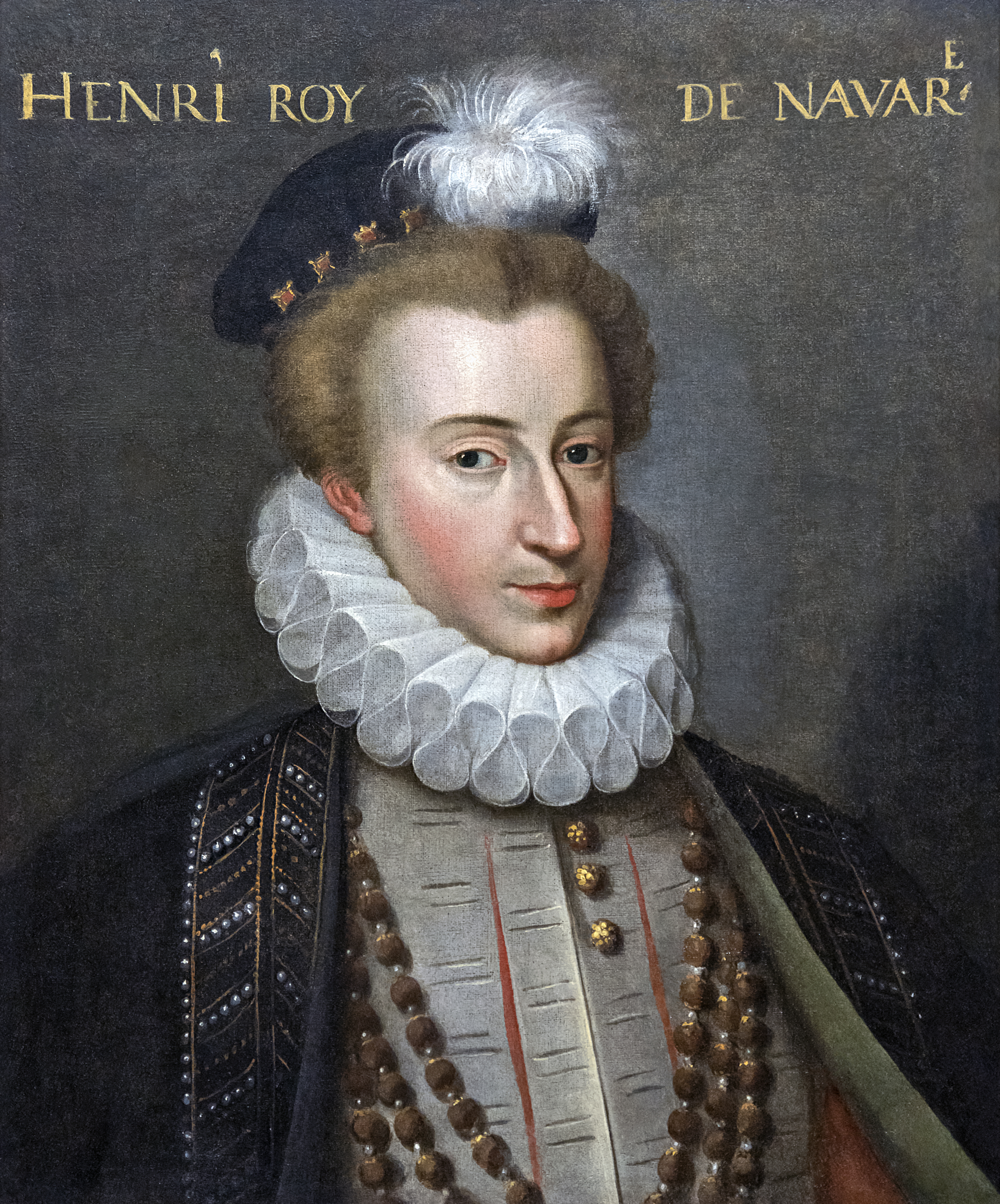
Король Генрих Наваррский

## Вторая война 1567—1568
Вторая война началась с того, что Гизы, не удовлетворённые уступками гугенотам, стали подготавливать международный альянс католических держав. Гугеноты во главе с Колиньи отреагировали на это союзом с Елизаветой Английской и протестантским пфальцграфом Вольфгангом Цвейбрюккенским, который привёл на помощь гугенотам 14 000 своих подданных, положив начало традиции вмешательства пфальцграфов во французские гражданские войны, просуществовавшей до конца века.
В сентябре 1567 года принц Конде возобновил свой план похищения короля, на этот раз Карла IX, из Мо. Одновременно открыто объявили себя гугенотами жители Ла-Рошели и ряда других городов, а в Ниме произошла резня католических священников. В ноябре в битве при Сен-Дени сложил голову коннетабль Монморанси, возможно, от руки графа Монтгомери, убившего короля Генриха Второго на турнире в 1559 г. Королевская казна была пуста, командовать армией было некому, что заставило короля пойти на мир в Лонжюмо (март 1568), который не решил ни одного вопроса и служил лишь отсрочкой крупномасштабных боевых действий.

## Третья война 1568—1570
Вооружённое противостояние возобновилось с наступлением осени, когда свобода вероисповедания была в очередной раз отменена, а на подмогу гугенотам прибыл отряд голландских протестантов во главе с Вильгельмом Оранским (Молчаливым). Екатерина Медичи попыталась взять инициативу в свои руки и вернула ко двору Гизов, кальвинистских проповедников выдворяли из Франции, дело шло к аресту Конде и Колиньи.
В марте 1569 года принц Конде был убит в бою при Жарнаке, и адмирал Колиньи принял командование силами протестантов от имени юных принцев — Конде-младшего и Генриха Наваррского. Несмотря на поражение при Монконтуре, он сумел соединиться с графом Монтгомери и овладеть Тулузой. В августе 1570 года король подписал Сен-Жерменский мир с существенными уступками гугенотам. По условиям мира королю Наваррскому была обещана рука сестры короля, Маргариты де Валуа

## Четвёртая война 1572—1573
За время после Сен-Жерменского мира Колиньи овладел доверием короля, что вызывало раздражение как королевы-матери, так и Гизов. Бракосочетание Генриха Наваррского и Маргариты Валуа обернулось страшной резнёй гугенотов на улицах Парижа и других городов, вошедшей в историю как Варфоломеевская ночь. Среди жертв насилия был и Колиньи, которому Генрих Гиз отомстил за убийство своего отца. Особенностью конфликта стало фактическое отсутствие полевых боевых действий и сражений. Война свелась главным образом к двум осадам — Ла-Рошели и Сансерра под руководством герцога Генриха Анжуйского. Попытки выбить гугенотов из Сансера и Ла-Рошели, впрочем, закончились безрезультатно. В 1573 году был издан эдикт, подтвердивший право гугенотов на отправление протестантских обрядов в Ла-Рошели, Монтобане и Ниме.

## Пятая война 1574—1576
Война вновь разгорелась после смерти Карла IX и возвращения во Францию из Польши его брата Генриха III, который приблизил себя к Гизам браком с Луизой Лотарингской. Новый король не контролировал регионы: в Шампань вторгся пфальцграф Иоганн Казимир, южными провинциями самоуправно заведовал Монморанси - младший. В отличие от предыдущих конфликтов, в этом помимо ультракатоликов и гугенотов участвовала умеренно-католическая партия недовольных, выступавшая за установление гражданского мира на основании политики веротерпимости и сделавшая своим вождём герцога Эркюля - Франсуа Алансонского, стремившегося занять престол в обход старшего брата. В целях стабилизации ситуации король одобрил Монсьёрский мир 1576 года, даровавший гугенотам свободу вероисповедания за пределами Парижа.

## Шестая война 1576—1577
Затишье было крайне непродолжительным и было использовано Гизами для сплочения «правоверных» под знаменем Католической лиги. Генеральные штаты в Блуа не смогли разрешить накопившихся противоречий. Перевес в войне был явно на стороне католиков. Армия герцога Анжуйского взяла Ла-Шарите и Иссуар (здесь были перебиты три тысячи гугенотов), армия герцога Майеннского — Рошфор, Маран и Бруаж. Флот города Бордо разбил ларошельских гугенотов на море. Но король не был заинтересован в полном разгроме протестантов и инициировал мирные переговоры в Пуатье. На них под давлением лиги Генрих III по Бержеракскому договору 1577 года отказался от уступок, сделанных гугенотам годом ранее.

## Седьмая война 1579—1580
Ключевой фигурой седьмой войны был брат короля, Франсуа Анжуйский, который при поддержке Вильгельма Оранского провозгласил себя графом Фландрии и герцогом Брабанта и вмешался в революционное восстание голландских протестантов против испанской короны на стороне первых. Между тем молодой принц Генрих Конде завладел Ла-Фером в Пикардии. Боевые действия официально завершил мир во Флё (1580).

## «Война трёх Генрихов» 1584—1589

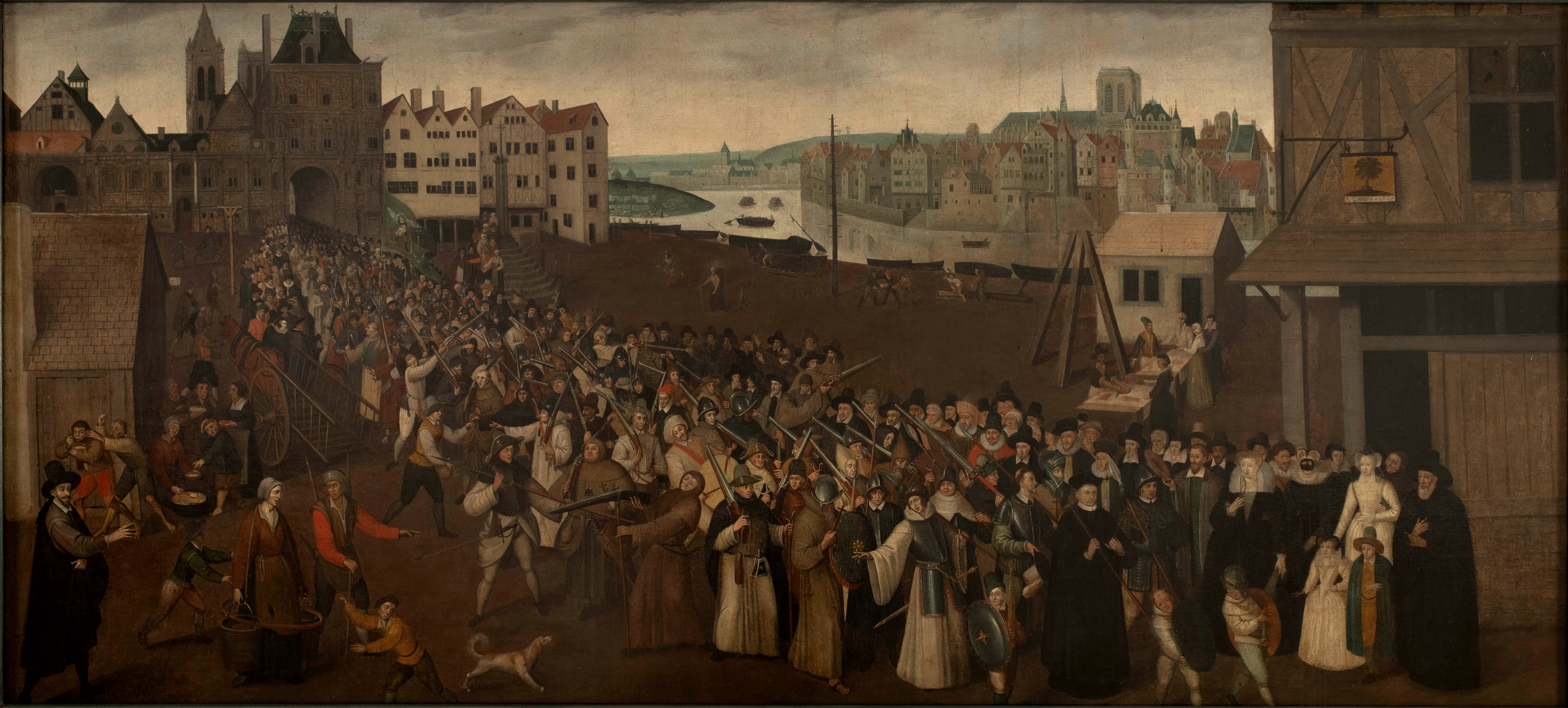
Демонстрация Католической лиги в Париже (1590)

Смерть герцога Анжуйского и бездетность Генриха III сделали наследником французского престола отлучённого папой от церкви главу гугенотов — Генриха Наваррского. Поскольку он не собирался менять веру, Генрих Гиз при поддержке Католической лиги и Екатерины Медичи стал готовить почву к переходу престола в собственные руки. Это привело к его разрыву с королём, который намеревался любой ценой сохранить корону в руках потомков Гуго Капета.
Развернулась война трёх Генрихов — Валуа, Бурбона и Гиза. При Кутра погиб королевский главнокомандующий Анн де Жуайез — фаворит короля Генриха Валуа. В мае 1588 года («день баррикад») парижане восстали против нерешительного короля, который вынужден был бежать из столицы. Екатерина Медичи достигла с лигой компромисса о передаче престола последнему католику среди Бурбонов — кардиналу Карлу де Бурбону, заточённому королём в Блуаском замке.
После того, как Гизы организовали вторжение в Салуццо войск герцога Карла-Эммануила Савойского, в конце 1588 года и начале 1589 по Франции прокатилась волна наёмных убийств, жертвами которой стали основные действующие лица — Генрих Гиз и его младший брат, Людовик Лотарингский, кардинал де Гиз, и король Генрих III. Престарелый кардинал де Бурбон, в котором лига видела нового короля Карла X, также умер, отказавшись от престола в пользу Генриха Наваррского.

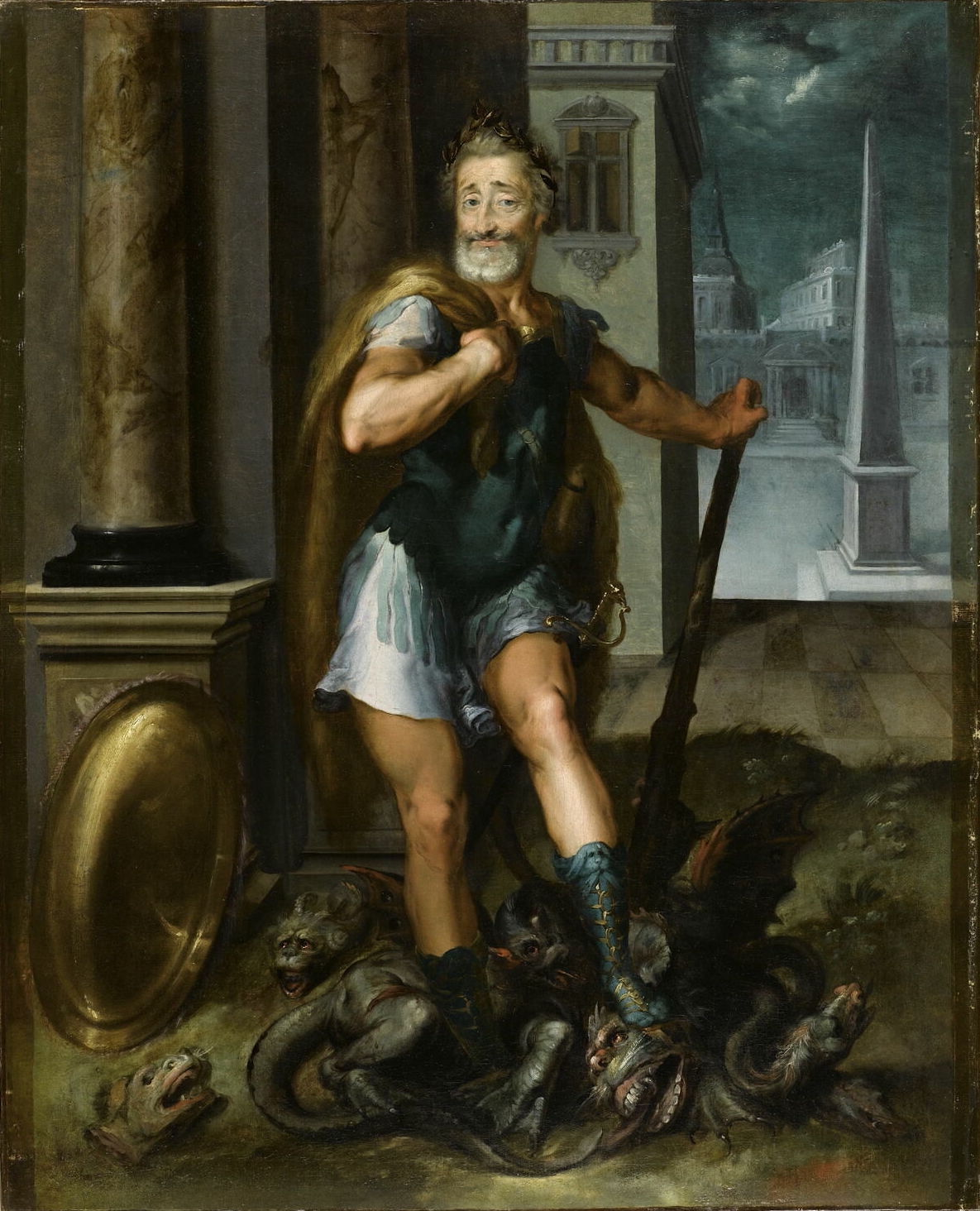
Изображение Генриха IV в виде Геркулеса, попирающего Лернейскую гидру (намёк на Католическую лигу или Екатерину Медичи)

## «Завоевание королевства» 1589—1593
Наваррский король принял французскую корону под именем Генриха IV, но в первые годы своего правления ему приходилось защищать свои права на трон от оставшихся Гизов — Шарля де Гиза, герцога де Майенна, который держал в своих руках Нормандию, и Филиппа Эммануэля, герцога де Меркёра, который, прикрываясь правами жены, пытался восстановить суверенность Бретани.
В марте 1590 года новый король одержал важную победу при Иври, но попытки взять Париж и Руан не приносили успеха ввиду противодействия испанцев во главе с Алессандро Фарнезе, которые, вопреки салическому порядку престолонаследия, пытались посадить на престол внучку Генриха II по женской линии — инфанту Изабеллу Клару Евгению.
К 1598 году Франция была окончательно объединена под скипетром Генриха IV. Испанская корона признала это по Вервенскому миру. В том же году был издан знаменитый Нантский эдикт, признавший свободу вероисповедания и положивший конец религиозным войнам. После смерти Генриха IV начались Гугенотские восстания, кульминацией которых стала осада Ла-Рошели (1627-1628) кардиналом Ришельё.